# Landkreis Göttingen
Göttingen er en Landkreis i den østlige del af den tyske delstat Niedersachsen med administrationen beliggende i byen Göttingen. Den grænser mod vest til den hessiske Landkreis Kassel, mod nord til landkreisene Northeim og Osterode am Harz, mod øst til Landkreis Eichsfeld i delstaten Thüringen og mod syd til Werra-Meißner-Kreis i delstaten Hessen.

## Geografi
Landkreisen ligger længst mod syd i Niedersachsen og udgør en del af forbjergene til Harzen mod øst og Weserbergland mod vest. De højeste områder ligger mellem 420 og 580 moh. Hovedvandløbet er floden Leine, som løber gennem administrationsbyen Göttingen; Floden Weser får sit navn i nærheden af Hannoversch Münden, hvor Fulda løber sammen med Werra. Landkreisen strækker sig cirka 60 km i øst-vestlig retning og 15-25 km fra nord til syd.

## Byer og kommuner
Kreisen havde 328074  indbyggere pr.  2018-12-31

| Byer | Samtgemeinden | Samtgemeinden |
| --- | --- | ------------- |
| - Adelebsen, Flecken (6294) - Bad Grund (Harz) [adm: Windhausen] (8344) - Bad Lauterberg im Harz, by (10269) - Bad Sachsa, by (7346) - Bovenden, flække (13586) - Duderstadt, by, selbständige Gemeinde (20466) - Friedland [adm: Groß Schneen] (13300) - Gleichen [adm: Reinhausen] (8804) - Göttingen, administrationsby (119801) - Hann. Münden, by, (23805) - Herzberg am Harz, by (12889) - Osterode am Harz, by, (21731) - Rosdorf (11949) - Staufenberg [adm: Landwehrhagen] (7801) - Walkenried (4370) | - 1. Samtgemeinde Dransfeld (9303) - Bühren (525) - Dransfeld, by * (4367) - Jühnde (1003) - Niemetal [adm: Varlosen] (1502) - Scheden (1906) - 2. Samtgemeinde Gieboldehausen (13626) - Bilshausen (2222) - Bodensee (792) - Gieboldehausen, flække * (4041) - Krebeck (1046) - Obernfeld (963) - Rhumspringe (1788) - Rollshausen (835) - Rüdershausen (811) - Wollbrandshausen (636) - Wollershausen (492) - 3. Samtgemeinde Hattorf am Harz (7199) - Elbingerode (447) - Hattorf am Harz * (3992) - Hörden am Harz (965) - Wulften am Harz (1795) - 4. Samtgemeinde Radolfshausen (7191) - Ebergötzen * (1971) - Landolfshausen (1045) - Seeburg (1572) - Seulingen (1323) - Waake (1280) 1Administration for Samtgemeinde. |               |